# إيما فرانسيس دوسن
إيما فرانسيس دوسن (بالإنجليزية: Emma Frances Dawson)‏ هي كاتِبة وشاعرة أمريكية، ولدت في 1839، وتوفيت في 1926.